# Aztek Express
Aztek Express is een rupsbaan-variatie, Music Express, in het Belgische attractiepark Bobbejaanland en staat in het themagebied Desperado City.
De attractie is gebouwd door het Duitse MACK Rides in opdracht van de Familie Bobbejaan Schoepen en opende in juni 1996.

## Ongeluk
Op 28 oktober 2017 kwam een man tussen twee gondels terecht en werd in kritieke toestand naar een ziekenhuis afgevoerd. Later overleed hij aan zijn verwondingen.
Afbeeldingen